# Wenk János
Wenk János (Csaca, 1894. április 24. – Budapest, 1962. október 17.) kétszeres Európa-bajnok, 12-szeres magyar bajnok vízilabdázó és úszó, olimpikon.
Rész vett az 1912. évi nyári olimpiai játékokon vízilabdában és úszásban. Vízilabdában 5. lett a magyar csapat. Úszásban egy versenyszámban, a hátúszásban indult. Szabálytalan technika miatt kizárták.
Az első világháború miatt kettő olimpia elmaradt és az 1920. évi nyári olimpiai játékokra a magyarokat nem hívták meg, így legközelebb csak az 1924. évi nyári olimpiai játékokra tudott elutazni. A vízilabda küzdelmeiben versenyzett és a magyar csapat ismét 5. lett.
Az 1926-os és 1927-es vízilabda-Európa-bajnokságon aranyérmes lett.
Klubcsapata a Ferencvárosi TC volt.

## Eredményei
- Olimpiai játékok
  - Ötödik helyezett (1912, 1924)
- Európa-bajnokság
  - bajnok (1926, 1927)
- Magyar bajnokság
  - bajnok (1910, 1911, 1912, 1913, 1918, 1919, 1920, 1921, 1922, 1925, 1926, 1927)
  - második (1923, 1924)
- Magyar kupa
  - győztes (1924, 1926)